# مدرسة صناعية
المدارس الصناعية تأسست في عام 1779 في بوهيميا من قبل الأسقف فرديناند كيندرمان فون شولشتاين (Ferdinand Kindermann von Schulstein)، تم إنشاء المدارس الأخرى في السنوات التالية في ألمانيا (رودولف شتاينر، فريدريش أدولف سوير (Friedrich Adolf Sauer))، النمسا وأيضاً في سويسرا. حيث يجب أن يتم تعليم الأطفال من الطبقة الدنيا وتدريبهم على العمل، بحيث يتم إعدادهم لاحقًا للحياة العملية في المجتمع الصناعي المتجدد:
- يتعلم الأولاد الغزل أو البستنة أو رعاية الأشجار.
- تتعلم الفتيات الحياكة، والخياطة، والنسج أو الطهي.

## روابط خارجية
- Literatur zur مدرسة صناعية في فهرس مكتبة ألمانيا الوطنية